# 別府町 (帯広市)
別府町（べっぷちょう）は、北海道帯広市にある地名である。別府町、別府町零号、別府町南13線、別府町南14線、別府町南15線、別府町南16線、別府町南17線、別府町南18線がある。2013年12月現在、世帯数117世帯、人口262人である。

## 概要
帯広市別府町は、帯広市南西部に位置する。1898年、岐阜県本巣郡穂積村大字別府（現 瑞穂市別府)から棚瀬太十朗を団長とする開拓団（12戸、62人）が入植し、開拓を始めた。地名は、故郷の別府から名付けられた。帯広市の市街地に近く、近郊農業として進展した。1976年、帯広刑務所が移転し、1997年、カルビーポテト本社工場が建設された。町内には別府神社がある。

## 沿革
1898年、岐阜県から開拓団が、ウエカリップ原野の一部である帯広原野に入植し、開拓を始めた。付近の原野に大農場の貸付けがあったこと、明治40年頃に帯広から別府間の道路が開通したことにより入植者が約3倍となった。プラウの使用による農耕により開墾は飛躍的に進んだ。1902年、上帯広村家庭教育所（後、帯広市立別府小学校）が設置され、1906年には本願寺説教所の設置が許可された。1924年、十勝鉄道が開通し、沿線の開拓はさらに進行した。1927年、川西村字別府、1957年、帯広市大字川西町の一部となり、1963年、帯広市別府町となる。1976年、帯広刑務所庁舎や農場が移転した。1979年、帯広市立別府小学校が川西小学校に統合されて廃校となった。

### 年表
- 1898年 （明治31年）- 岐阜県より開拓団が入植する。
- 1902年（明治35年） 4月1日 - 北海道二級町村制施行により河西郡上帯広村が村制を施行する。
- 1902年（明治35年） 4月1日 - 上帯広村家庭教育所（後、帯広市立別府小学校）が設置される。
- 1915年（大正4年） 4月1日 - 河西郡幸震村、売買村と合併により大正村となり、大正村大字上帯広村の一部となる。
- 1924年（大正13年） 2月1日 - 大正村から分村し、川西村大字上帯広村の一部となる。
- 1927年（昭和2年） - 大字上帯広村を廃し、16の字を設定。当地は、別府となる。
- 1947年（昭和22年）5月1日 - 学制改革によって別府中学校が別府小学校に併設される[1]。
- 1951年（昭和26年） - 別府中学校が川西中学校に統合される[1]。
- 1957年（昭和32年） 4月1日  - 川西村が帯広市に合併し、大字川西町の一部となる。
- 1963年（昭和38年） - 帯広市の町名編成により、別府町となる。
- 1976年（昭和51年） - 帯広刑務所が移転する。
- 1979年（昭和54年） - 帯広市立別府小学校が廃校
- 1997年（平成9年） - カルビーポテト帯広工場が操業開始[2]

## 企業・公共施設など
- カルビーポテト帯広工場
- JA帯広かわにし別府事業所
- 帯広刑務所

## 道路
高規格幹線道路
- 帯広広尾自動車道

道道
- 北海道道214号川西芽室音更線
- 北海道道216号八千代帯広線

## 教育
町内には学校はない。小中学生は、帯広市立川西小学校、帯広市立川西中学校に通学する。